# 시다 미라이
시다 미라이(일본어: 志田 未来, 1993년 5월 10일 ~ )는 일본의 여성 배우이다. 1999년 센트럴 아동 극단에 입단했으며 2005년에 방송된 드라마 《여왕의 교실》에 출연하며 세간의 이름을 널리 알렸다.
2006년 4월엔 소속사를 켄온으로 이적하고 같은 해 10월엔 《14세의 어머니》로 장편 드라마 첫 주연을 맡았다.
2009년 1월엔 영화 《아무도 지켜주지 않아》로 영화 첫 주연을 맡았다.

## 출연작

### 드라마
2000년
- 《누쿠모리(ぬくもり)》 -무라야마 카나(村山可奈) 역
- 《외과의 아리모리 사에코》

2001년
- 《사형대의 로프웨이》
- 《마리코》

2002년
- 《First Time(첫체험)》-3,4화 단역
- 《이누부에》
- 《소년들3》
- 《장미의 십자가》
- 《풋내기 검사 우시오 사다시 사건부》

2003년
- 《스튜어디스 형사 7》
- 《가면라이더 류우키》
- 《정말 있었던 무서운 이야기》
- 《강, 언젠가 바다로》

2004년
- 《풋내기 검사 우시오 사다시 사건부 2》
- 《사랑스런 그대에게》
- 《영감 버스가이드 사건부(미드나이트 고스트 투어)》

2005년
- 《여왕의 교실》 - 칸다 카즈미 역
- 《풋내기 검사 우시오 사다시 사건부 3》
- 《하루와 나츠: 부치지 못한 편지》

2006년
- 《여왕의 교실: 에피소드 1》
- 《탐정학원 Q》
- 《사프리》
- 《14세의 어머니》

2007년
- 《우리들의 교과서》
- 《탐정학원 Q》
- 《드림어게인》

2008년
- 《고래와 송사리》
- 《정의의 아군》

2009년
- 《보이스: 생명 없는 자의 목소리》
- 《구로베의 태양》
- 《보스》
- 《정말 있었던 무서운 이야기》
- 《소공녀 세이라》

2010년
- 《졸업 노래(마치는 노래)》
- 《해머세션》
- 《비밀》

2011년
- 《불닥터》
- 《기묘한 이야기 2011년 가을 특별편》

2012년
- 《블랙보드: 시대와 싸운 교사들 - 두 번째 밤》
- 《고스트 마마 수사선~나와 마마의 이상한 100일~》

2013년
- 《노부나가의 셰프》
- 《ST ~ 경시청 과학 특수반 (SP) 》
- 《될대로 되겠지 》

### 영화
- 2003년: 《가면라이더 555》 (仮面ライダー555)
- 2004년: 《특수전대 데카레인저》 (特捜戦隊デカレンジャー)
- 2004년: 《아메마스의 강》 (雨鱒の川)
- 2005년: 《봄의 눈》 (春の雪)
- 2006년: 《츠바키야마 과장의 7일간》 (椿山課長の七日間)
- 2008년: 《엄마》 (母べえ)
- 2009년: 《아무도 지켜주지 않아》 (誰も守ってくれない)
- 2010년: 《달팽이 식당》
- 2010년: 《마루 밑 아리에티》 아리에티 역
- 2017년: 《짱구는 못말려 극장판: 습격!! 외계인 덩덩이》 시다 미라이 역
- 2018년: 《라플라스의 마녀》 오쿠니시 테츠코 역
- 2018년: 《나의 히어로 아카데미아 더 무비: 두 명의 히어로》 멜리사 실드 역
- 2018년: 《이토군 A to E》
- 2020년: 《울고 싶은 나는 고양이 가면을 쓴다》 사사키 미요

## 수상 경력
- 2006년 제44회 갤럭시상 TV부문 장려상 - <14살의 어머니>
- 2006년 제15회 TV라이프 드라마대상 주연여우상 - <14살의 어머니>
- 2006년 제15회 TV라이프 드라마대상 신인상 - <14살의 어머니>
- 2007년 제15회 하시다 스가코상 신인상 - <하루와 나츠>